# Нюя
Нюя (на якутски: Ньүүйэ) е река в Азиатската част на Русия, Източен Сибир, Република Якутия (Саха), ляв приток на Лена. Дължината ѝ е 798 km, която ѝ отрежда 70-о място по дължина сред реките на Русия.
Река Нюя води началото си от най-западната част на Приленското плато (източната част на Средносибирското плато), на 478 m н.в., в крайната югозападна част на Република Якутия (Саха), в непосредствена близост до границата с Иркутска област. По цялото си протежение Нюя тече в пределите на Приленското плато в началото на юг, след това около 200 km на изток, следващите около 330 km на североизток, а последните 130 km – на югоизток. Повече от 200 km в долното течение Нюя тече успоредно на река Лена на разстояние от 14 до 35 km.
В първите 150 km реката реката тече сред ниски възвишения, изградени от пясъчници, гипс и варовик и малки заблатени долинни разширения (до 1,5 km). Долината ѝ е с ширина до 300 m, а коритото тясно (10 – 30 m) с много завои (меандри). Заливната ѝ тераса е силно заблатена, с множество езера. На отделни места долината се стеснява, заливната тераса и меандрите изчезват, а коритото на реката е дълбоко врязано спрямо околния терен. След устието на река Тимпичан (ляв, при 645 km) долината още повече се врязва (от 80 до 120 m) в Приленското плато, а по склоновете ѝ се появяват отвесни скали, т.нар. „стълбове“, изградени от варовици и доломити. Коритото се разширява до 50 m и отново се появяват дълбоко врязани меандри. След село Орто-Нахара размерите на дълбоко врязаните меандри още повече се увеличават, във вътрешните им дъги се появява заливна тераса а ширината на коритото нараства до 200 m. След село Бекенча започва долното течение на реката. Тук долината ѝ става широка и плитка, врязана в червено оцветени пясъчници, а в руслото на реката се появяват вече ясно изразени равнинни меандри, старици, ръкави, езера и дълги острови. В най-долното течение руслото ѝ достига до 420 m ширина, а дълбочината достига до 3 m. Влива отляво в река Лена, при нейния 2420 km, на 134 m н.в., при село Нюя, Република Якутия (Саха).
Водосборният басейн наНюя има площ от 38,1 хил. km2, което представлява 1,53% от водосборния басейн на река Лена и се простира в югозападната част на Република Якутия (Саха). Той има ясно изразен асиметричен характер, като всички големи и средни по размери притоци са леви.
Границите на водосборния басейн на реката са следните:
- на запад и север – водосборния басейн на река Вилюй, ляв приток на Лена;
- на изток и юг – водосборните басейни на реките Джерба, Пеледуй и други по-малки леви притоци на Лена.

Река Нюя получава над 64 притока с дължина над 15 km, като 9 от тях са с дължина над 100 km:
- 645 → Тимпичан 198 / 3190
- 554 → Хамаки 163 / 2980
- 509 → Сюлдюкяр 102 / 919
- 420 → Чаянда 146 / 2170
- 377 → Олдон 118 / 1370
- 296 → Хатаха 121 / 2580
- 201 → Улахан-Мурбаи 201 / 4390, при село Нюя Северная
- 161 → Очугур-Мурбаи 137 / 3670
- 129 → Бетинче 173 / 3260

Подхранването на реката е основно снежно. Пълноводието на реката е през май и юни, с максимум през май (75% от оттока), а през лятото често се проявяват прииждания на реката в резултат на обилни дъждове. Среден многогодишен отток на 132 km от устието 115 m3/s, което като обем се равнява на 3,63 km3/год., максимален отток 760 m3/s, минимален 7,4 m3/s. Най-многоводен месец е юни (до 4900 m3/s), а през март и април до 80 m3/s. Нюя замръзва през октомври, а се размразява през май. В горното течение в отделни мразовити зими замръзва до дъно. Мътност 10 – 25 g/m3.
Средномесечен отток на река Нюя (в m3/s) при с. Орто-Нахара (на 244 km от устието) от 1972 до 1992 г.
По течението на реката са разположени три малки села: Орто-Нахара, Нюя Северная, Беченча, а в устието – село Нюя
Нюя е плавателна на 146 km от устието си.